# Республіканський український теоретичний ліцей
Республіканський український теоретичний ліцей-комплекс «Джерела» (РУТЛ-К) — український ліцей міста Тирасполь, який був утворений 1993 року.

## Історія
Перший випуск учнів відбувся 1994 року. Викладання в ліцеї ведеться українською мовою, також навчання відбувається за двома напрямками: технічний і гуманітарний. Навчальний рік складається з 2 семестрів, в кінці кожного сесія. На відміну від інших загальноосвітніх закладів замість уроків пари. Також відмінною рисою є наявність у навчальній програмі української мови, української літератури, історії України.
У 2010 році в результаті об'єднання тираспольського українського ліцею та тирасполської загальноосвітньої школи № 1 було створено український теоретичний ліцей-комплекс. У перспективі на базі ліцею-комплексу плануються створення освітньо-культурного центру.
На базі ліцею працює школа мистецтв з українською мовою навчання. В її структуру входить 4 відділення — художнє, музичне, хореографічне та театральне.
Випускники ліцею вступають до вишів України, Придністров'я, Росії і Молдови. Перший директор ліцею — Юшин О. В., а з 1996 року на посаді директора Зелінська Л. Є.

## Хронологія назв
- 1993 — 2010: Республіканський український теоретичний ліцей
- 2010 — наш час: Республіканський український теоретичний ліцей-комплекс «Джерела»

## Музей-театр Т.Г.Шевченка
У січні 2014 при ліцеї-комплексі був відкритий музей-театр Т. Г. Шевченка, в якому перебувають копії картин Тараса Шевченка, а скоро з'являться книги, копії документів та рукописів Тараса Шевченка. На відкритті музею-театру побував посол України в Молдові Сергій Пирожков.